# Braunschweiger Ring

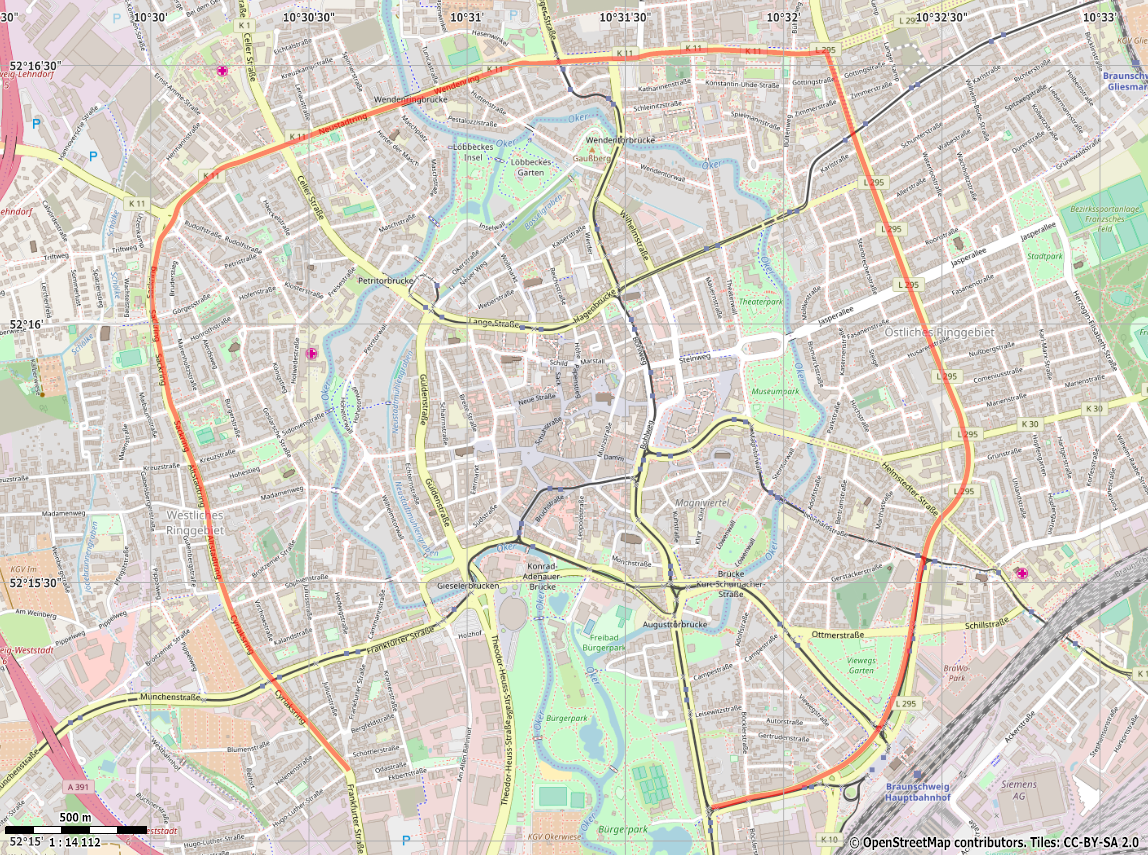
Plan Braunschweigs mit dem erkennbaren Ring

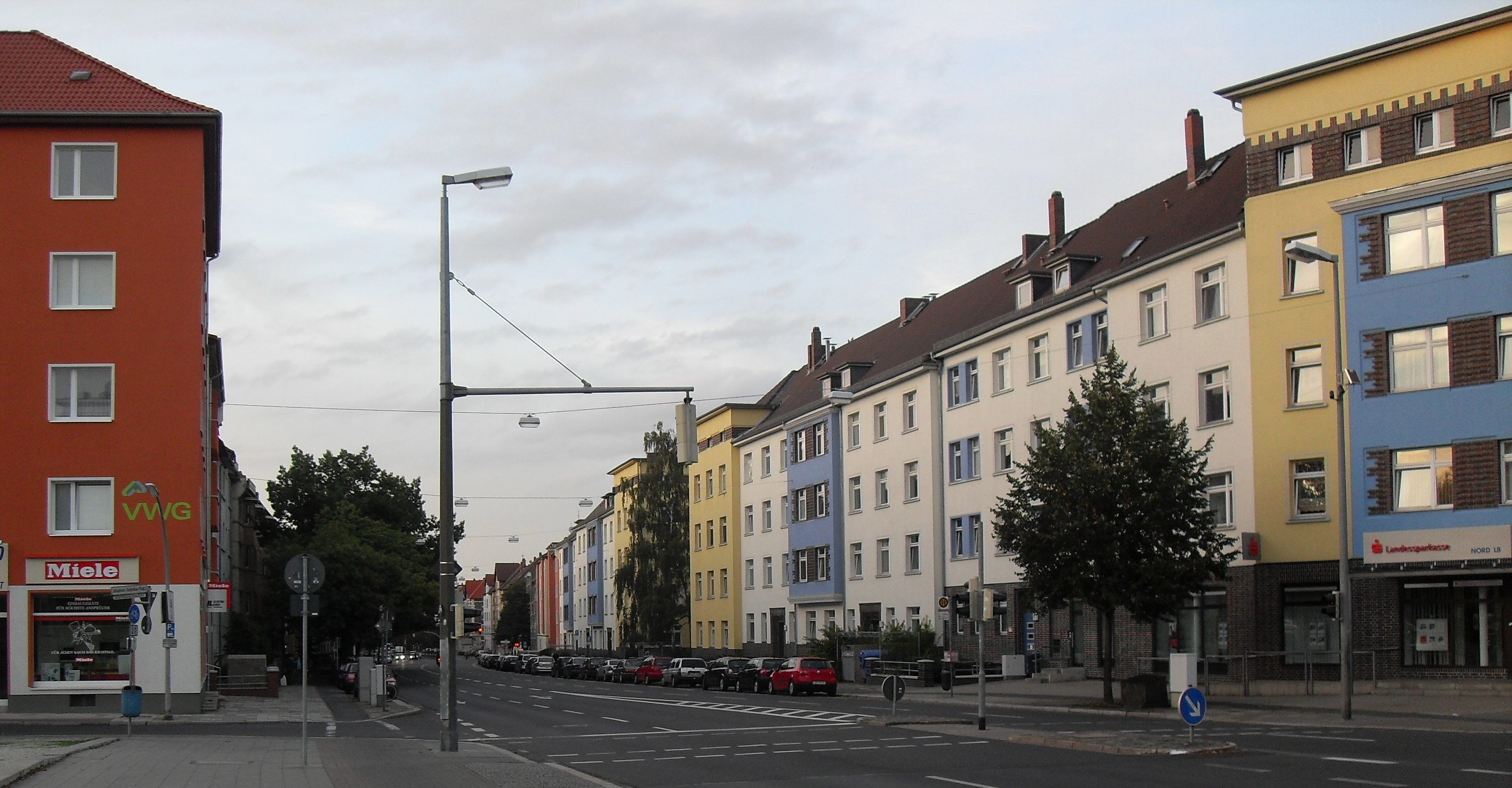
Der Altstadtring mit Bebauung der 1920er Jahre

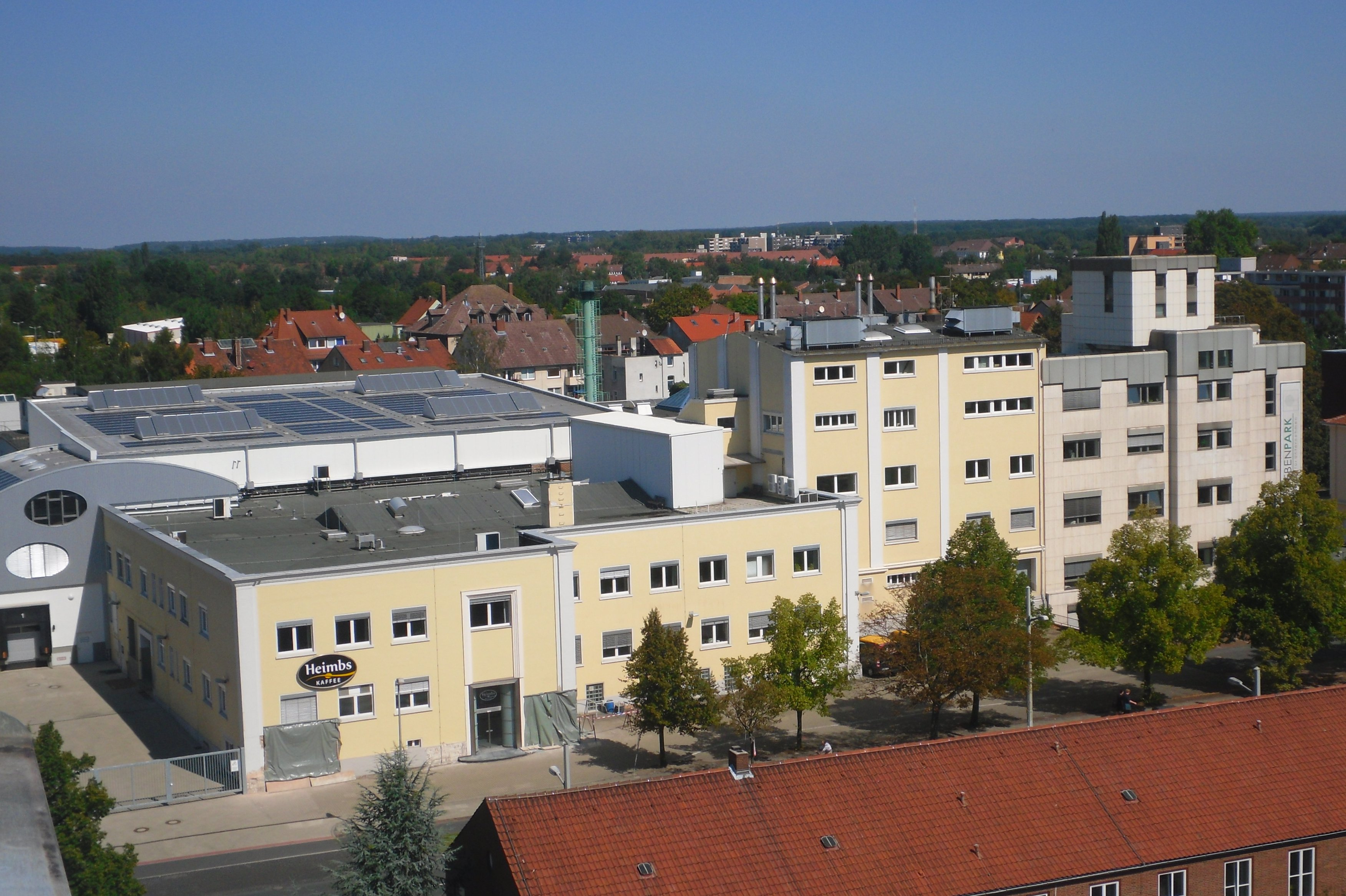
Blick auf den Rebenpark und Heimbs am Rebenring

Als Braunschweiger Ring oder auch Ring wird die mehrspurige Ringstraße rund um den historischen Stadtkern bezeichnet. Während der historische Stadtkern mit Traditionsinseln und der heutige Stadtbezirk Innenstadt durch die Okerumflut begrenzt wird, schließt der Ring auch Gebiete jenseits der Oker mit ein. Er entstand im 19. Jahrhundert im Zuge der Stadterweiterung. Der Ring ist im Süden jedoch nicht vollständig geschlossen. Da seine Entstehung in der Wilhelminischen Zeit begann, wird er auch als Wilhelminischer Ring bezeichnet.
Sein Ausbau erfolgte aber auch noch weit später; Ergänzungen des Straßenrings folgten im Sinne der Autogerechten Stadt bis in die Nachkriegszeit. Die Bebauung erfolgte ebenfalls in dieser Zeitspanne. Besonders seine historistische Bebauung steht zu einem großen Teil unter Denkmalschutz. Der Ring ist einer der prägendsten städtebaulichen Elemente des Braunschweiger Stadtbilds und ist geprägt von starkem Haupt- und Durchgangsverkehr.
Der Ring war namensgebend für die Stadtquartiere Westliches Ringgebiet, Nördliches Ringgebiet und Östliches Ringgebiet. Er ist einer von mehreren Verkehrsringen in Braunschweig, die in etwa konzentrisch verlaufen. Innerhalb des Rings liegen Cityring und Wallring, außerhalb das Ringgleis der ehemaligen Ringbahn und schließlich ein unvollendet gebliebener Autobahnring, die Bundesautobahn 391.

## Geschichte

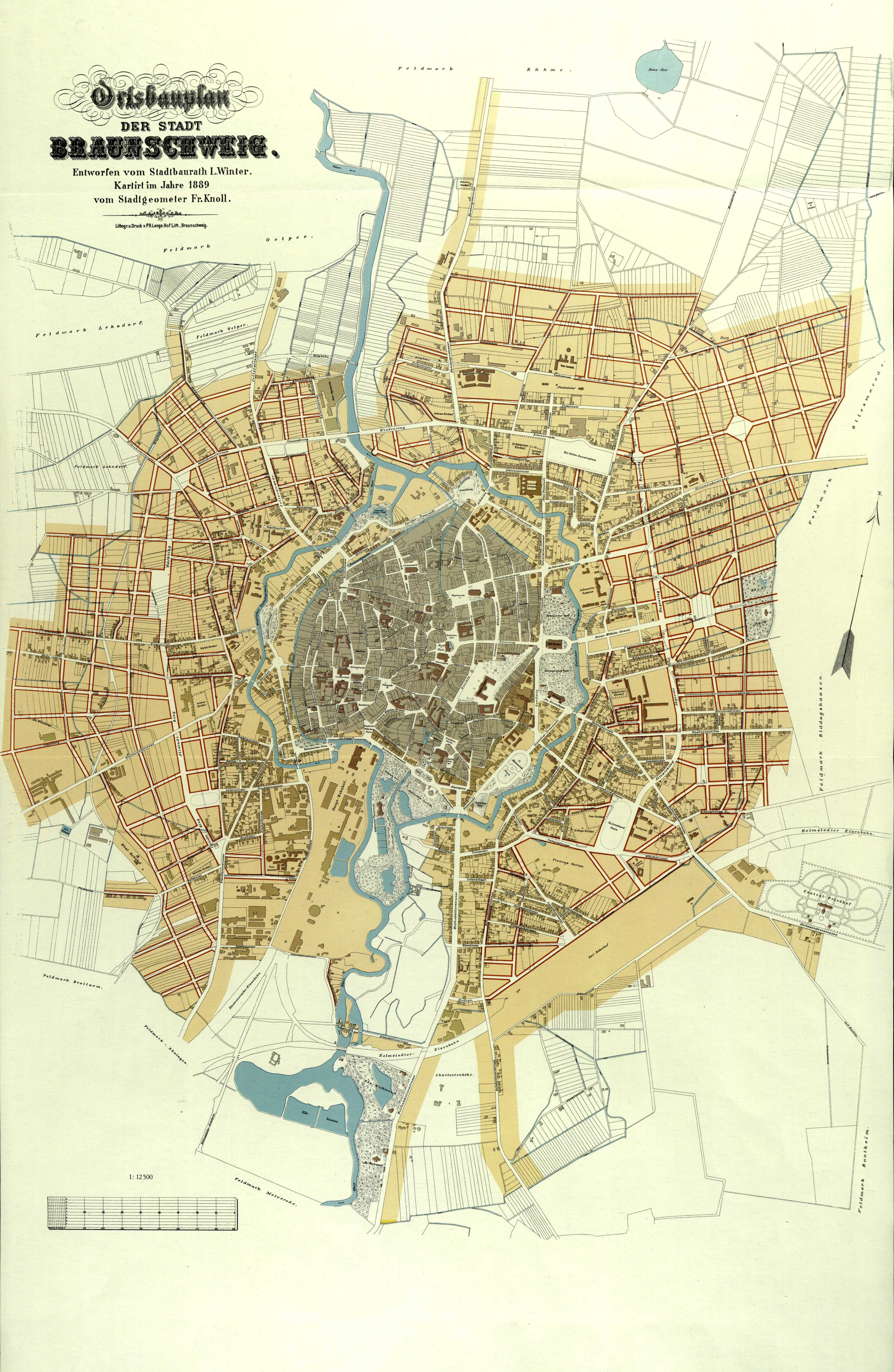
Ortsbauplan von Ludwig Winter aus dem Jahre 1889

An der Entstehung des Braunschweiger Rings war Stadtbaurat Ludwig Winter (1843–1930) maßgeblich beteiligt. Dieser entwarf den Ring im Ortsbauplan der Stadt Braunschweig, nach dessen Planung die Anlage von Straßen und Bebauung ab Ende des 19. Jahrhunderts erfolgte. Winter konzipierte einen Ring von der Frankfurter Straße bis zum Leonhardplatz. Häufig wurden dabei bestehende Straßen und Gebäude in dieser jungen und in Entstehung befindlichen Außenstadt überplant und mussten weichen.
Während der östliche Teil rasch bebaut und noch nach Winters Ideen umgesetzt wurde, ließ besonders die Entstehung des westlichen Teils auf sich warten, so dass dieser erst in den 1920er und 1930er entstand und Häuser von 1920 bis 1960 errichtet wurden. Dort verzichtete man aber auf die von Winter geplanten Plätze.
Da der Straßenring auch zu Repräsentationszwecken und zum Flanieren dienen sollte, wurde er als besonders breite Allee angelegt, in deren Mitte ein Gehweg verlief. Mit dem steigenden Verkehr und der darauf folgenden mehrspurigen Verbreiterung wurden Gehweg und Alleebäume entfernt. Dadurch erklärt sich die für die damalige Zeit und bis heute erkennbare außergewöhnliche Breite des Rings.
Bei der Benennung der Straßen orientierte man sich ursprünglich, entsprechend ihrer Lage, an den Braunschweiger Weichbilden Altstadt, Sack, Neustadt, Hagen und Altewiek sowie nach dem ehemaligen Stift St. Cyriakus, dem Braunschweiger Stadtteil Wenden sowie dem Unternehmer Heinrich Büssing (1843–1929). Die bestehende Rebenstraße wurde zum Rebenring. Dort trugen im September 1874 auf dem so genannten „Kleinen Exerzierplatz“ Schüler des Gymnasiums Martino-Katharineum das erste Fußballspiel auf deutschem Boden aus, unter der Leitung des Pädagogen und Sportpioniers Konrad Koch (1846–1911).
Über die Planungen Winters hinaus plante man anschließend Fortführungen des unvollständigen Rings. Ende der 1950er Jahre erfolgte seine Verlängerung über den Leonhardplatz zum neuen Hauptbahnhof und weiter zur Wolfenbütteler Straße. Die Lücke zwischen der Humboldtstraße und dem Rebenring wurde ebenfalls geschlossen.
Eine Vervollständigung des Straßenrings war insbesondere in den 1960er und 1970er Jahren zwar geplant und vorbereitet worden, die Realisierung wurde jedoch nicht umgesetzt. So hatte man zwischen der Fabrikstraße und der Theodor-Heuss-Straße bereits eine Trasse für die Fortführung freigelassen. Schließlich wurde dort eine Teilfläche für den Bau eines Spielplatzes genutzt. Insgesamt sollte sie über die Ekbertstraße und durch den Bürgerpark verlaufen.

## Unterteilung
| Straße/Platz              | Bauwerke und Anlagen | Bild                                       |
| ------------------------- | --- | ------------------------------------------ |
| Frankfurter Platz (⊙)     | • Kulturdenkmal Wohnhaus Frankfurter Straße 25 | Kulturdenkmal Frankfurter Strasse 25       |
| Cyriaksring (⊙)           | • Kulturdenkmal Wohnblock Cyriaksring 42–45 | Kulturdenkmal Cyriaksring 42–45            |
| Altstadtring (⊙)          | • Johannes-Selenka-Platz • Hochschule für Bildende Künste | Hochschule für Bildende Künste             |
| Sackring (⊙)              | • Hoffmann-von-Fallersleben-Schule | Früheres Sackring-Bad                      |
| Rudolfplatz (⊙)           | • |                                            |
| Neustadtring (⊙)          | • Amalienplatz |                                            |
| Wendenring (⊙)            | • Wendenringbrücke • Andreasfriedhof | Wendenringbrücke                           |
| Rebenring (⊙)             | • Katharinen- und Garnisonfriedhof (heute Mensapark) • Naturhistorisches Museum • Haus der Wissenschaft • Zentrum für Systembiologie der Technischen Universität Braunschweig | Naturhistorisches Museum                   |
| Hagenring (⊙)             | • Chemiezentrum der Technischen Universität Braunschweig | Chemiezentrum der TU Braunschweig          |
| Altewiekring (⊙)          | • Kulturdenkmal Mars-la-Tour-Kaserne • Altewiekring 70 | Altewiekring im Bereich Helmstedter Straße |
| Leonhardplatz (⊙)         | • Literaturzentrum Raabe-Haus • Stadthalle Braunschweig | Raabe-Haus                                 |
| Willy-Brandt-Platz (⊙)    | • Viewegs Garten • Gedenkstätte KZ-Außenlager Schillstraße • BraWoPark Business Center • Technisches Denkmal der Dampflokomotive 01 1063                                      | Viewegs Garten                             |
| Berliner Platz (⊙)        | • Braunschweig Hauptbahnhof • Fernbusbahnhof Braunschweig | Hauptbahnhof                               |
| Heinrich-Büssing-Ring (⊙) | • Bürgerpark | Bürgerpark                                 |
| 1.                        | |                                            |

- Karte mit allen Koordinaten:
- OSM |
- WikiMap

## Innovationen

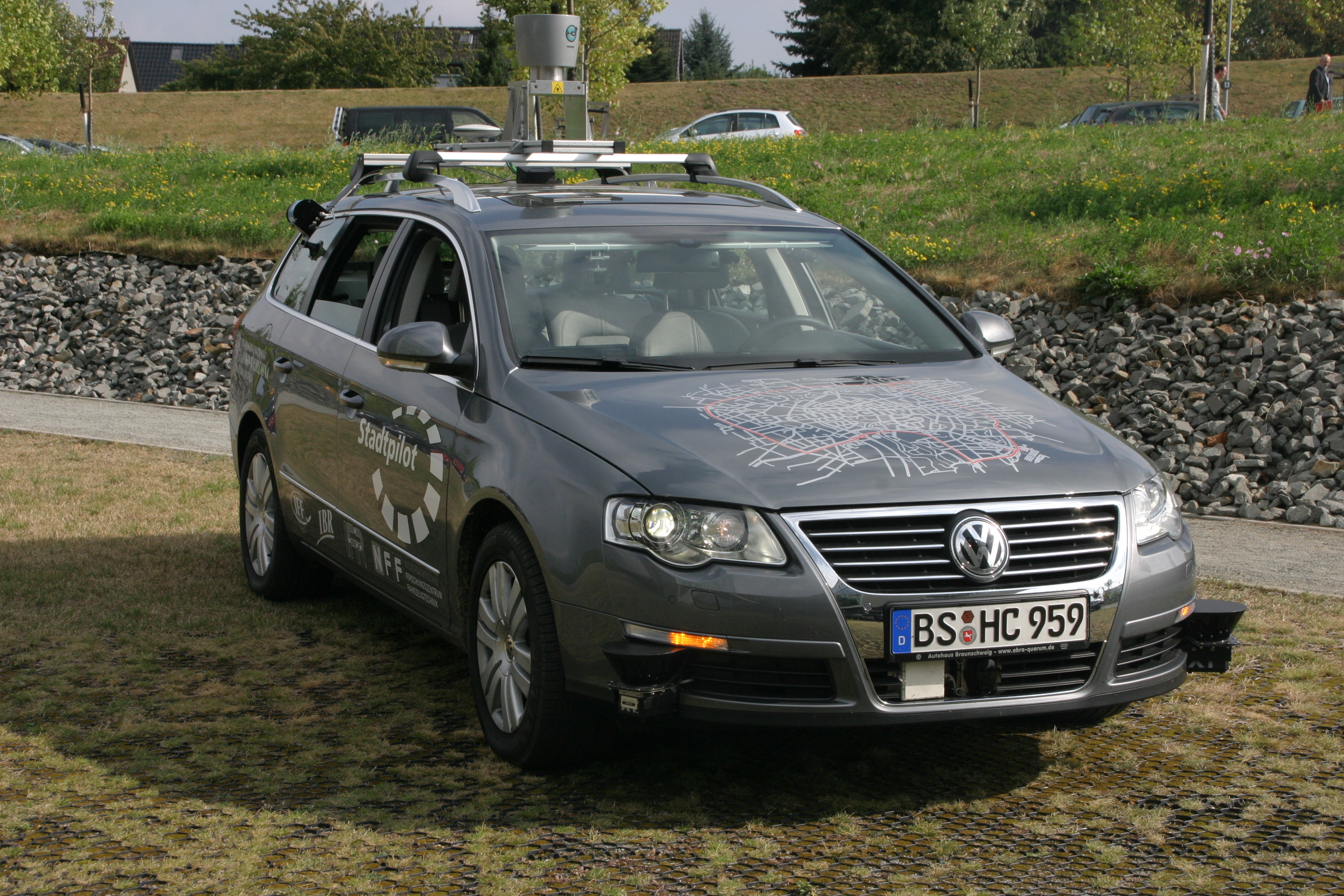
Das selbstfahrende Auto „Leonie“

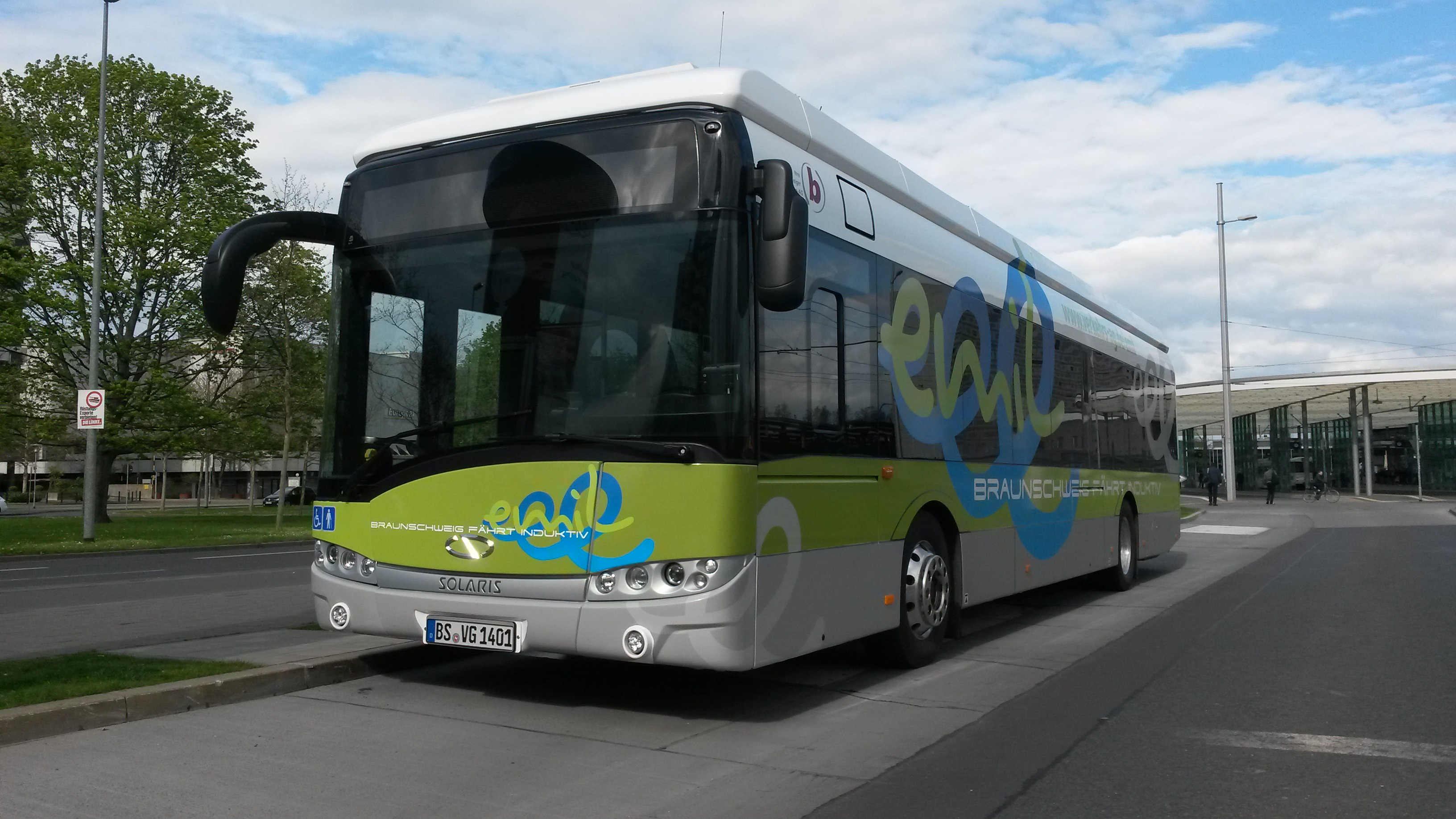
Der Elektrobus „Emil“ am Hauptbahnhof

Auf dem Braunschweiger Ring testete man mehrfach autonom fahrende Fahrzeuge. 2010 ließ man einen umgebauten VW Passat mit dem Namen „Leonie“ im Rahmen des Projekts Stadtpilot der Technischen Universität Braunschweig im fließenden Verkehr fahren.
Für den Aufbau eines digitalen Zwillings von Braunschweig erfasste man 2012 im Kontext des DLR-Projekts Anwendungsplattform Intelligente Mobilität (AIM) Teile des Rings per Mobile Mapping. Aus diesen Rohdaten leitete man eine fahrstreifengenaue Karte im Straßenbeschreibungsformat OpenDRIVE ab und legte diesen Datensatz später über die Plattform Zenodo offen.
Mit „Emil“ startete die Braunschweiger Verkehrs-GmbH auf dem Ring induktiv fahrende Linienbusse, die auf der zwölf Kilometer langen Ringlinie fahren. Dazu zählen Fahrzeuge der Reihe Solaris Urbino 12 electric und Solaris Urbino 18 electric. Für den Betrieb wurden an mehreren Haltestellen auf dem Ring Ladestationen gebaut. Seit Ende März 2014 ist ein Solobus in den Linienbetrieb der Ringlinie 419 gegangen. Seit dem 22. Dezember 2014 verkehren induktiv zu ladende E-Gelenkbusse auf der Strecke.